# 卓永興
卓永興，GBS，JP（1959年3月24日—），香港主要官員之一，現任政務司副司長，曾任區議會資格審查委員會副主席、前警務人員和政務官，亦曾任創新及科技局常任秘書長。公務員生涯結束後曾短暫擔任政策創新與統籌辦事處對話辦公室主任，曾为財政司司長私人辦公室顧問。2022年6月，卓永兴被中华人民共和国国务院任命为香港政府首任政务司副司长，同年7月1日上任。

## 簡歷
卓永興在香港出生及長大，祖籍廣東省中山市；早年就讀高主教書院，於1981年於香港大學取得文學士學位，並於同年6月加入警務處任職警務督察，期間曾在特別職務隊、軍裝小隊、機動部隊和衝鋒隊等部門工作。1984年8月轉職政務職系，於2007年4月晉升為首長級乙一級政務官（D4），並分別於2010年4月晉升為首長級甲級政務官（D6）及2017年4月晉升為首長級甲一級政務官（D8）。他曾於多個決策局及部門服務，包括前兩局及行政科、前行政及新聞科、前政務總署、郵政署、前財政科、前金融事務科、衞生署、前公務員事務科、前工業署、投資推廣署、食物環境衞生署、一般職系處、前衞生福利及食物局及勞工處。
卓永興所任的重要職位包括：
- 2001年：食物環境衞生署助理署長（總部）
- 2001年6月至2003年12月：食物環境衞生署副署長（環境衞生）
- 2003年12月至2006年6月：公務員事務局一般職系處長
- 2006年8月至2007年12月：衞生福利及食物局副秘書長（食物及環境衞生）（後稱食物及衞生局副秘書長（食物））
- 2007年12月至2010年11月：食物環境衞生署署長
- 2010年11月至2014年2月18日：勞工處處長
- 2014年2月19日起至3月底：2014年政務主任招聘委員會主席
- 2014年5月2日至2015年11月：律政司政務專員
- 2015年11月20日至2019年4月12日：創新及科技局常任秘書長[9]
- 2019年9月16日至2020年3月15日︰政策創新與統籌辦事處對話辦公室主任[4][10]
- 2022年7月1日起︰政務司副司長

### 兩度確診新冠病毒
2022年8月26日，卓永興首次確診新冠病毒，期間曾發高燒及咳嗽，五日後病情退卻，快測也連續幾日陰性，但在2022年9月5日，正準備回到香港政府總部上班工作時，快測重現陽性，須繼續居家隔離。他形容新冠病毒非常狡猾，幸好他已經打足4針，總算抵禦得住病毒的衝擊，否則後果可以十分嚴重。

## 外部連結
- 政務司副司長卓永興於香港政府一站通網頁的介紹 （页面存档备份，存于）
- 卓永興的Facebook專頁

| 官衔            | 官衔                                                | 官衔          |
| --------------- | --------------------------------------------------- | ------------- |
| 新頭銜          | 政務司副司長 2022年7月1日—                          | 現任          |
| 政府职务        |                                                     |               |
| 首任            | 創新及科技局常任秘書長 2015年11月20日—2019年4月12日 | 繼任： 蔡淑嫻 |
| 前任： 謝凌潔貞 | 勞工處處長 2010年11月—2014年2月18日                 | 繼任： 唐智強 |
| 前任： 陳育德   | 食物環境衛生署署長 2007年12月—2010年11月            | 繼任： 梁卓文 |